# Olderdalen (Kåfjord)
Olderdalen este o localitate din comuna Kåfjord, provincia Troms, Norvegia, cu o suprafață de 0,46 km² și o populație de 299 locuitori (2013).